# Vanikoro oxychone
Vanikoro oxychone är en snäckart som beskrevs av Morch 1877. Vanikoro oxychone ingår i släktet Vanikoro och familjen Vanikoridae. Inga underarter finns listade i Catalogue of Life.